# Nelson Rodrigues da Cunha
Nelson Rodrigues da Cunha (Quintino, 1966) è un allenatore di calcio brasiliano che ha guidato la Nazionale di calcio del Brasile Under-20 al campionato mondiale di calcio Under-20 2007.

## Carriera

### Allenatore
Dopo una breve esperienza giovanile nel Botafogo, fu consigliato dal padre ad abbandonare la carriera calcistica per proseguire gli studi.
A 17 anni entrò nella facoltà di Educazione Fisica; nel 1988 ottenne il patentino per allenare, ed a livello giovanile vinse con il Portuguesa-RJ un inaspettato titolo contro il Flamengo; successivamente andò ad allenare il Libia al Dhahra, che attraversava un periodo difficile ed era a rischio retrocessione in campionato; sotto la guida dell'allenatore brasiliano il club si riprese e ottenne buoni risultati.
Nel 2001, la CBF lo chiamò ad allenare il Brasile under 16 ad un torneo in Spagna, alla quale partecipò, tra gli altri, anche Diego, convocato dal CT.
Durante il Mondiale Under-20 il Brasile non si rese protagonista di grandi prestazioni: la sconfitta all'esordio contro la Polonia under 20 causò qualche polemica, visto che la Nazionale verdeoro non perdeva al debutto in un Mondiale Under-20 dal 1999. Un calcio di punizione di Grzegorz Krychowiak dalla lunga distanza mette fuori causa Cássio; anche dopo l'espulsione di Krol, il Brasile non riesce a pareggiare. Contro la Corea del Sud under 20 il Brasile vince a fatica per 3 a 2, controllando il risultato ma concedendo due gol nel finale agli asiatici. Qualificatosi come terzi nel girone, gli Under-20 brasiliani vengono sconfitti dalla Spagna per 4 a 2 agli ottavi di finale.

## Palmarès

### Nazionale
- Campionato sudamericano Under-17: 1

2005
- Campionato sudamericano Under-20: 1

2007